# Jasmine Paolini
Jasmine Paolini (Castelnuovo di Garfagnana, 4 gennaio 1996) è una tennista italiana.
In carriera ha vinto tre tornei del circuito maggiore, tra cui i WTA 1000 di Dubai 2024 e di Roma 2025, e nei tornei del Grande Slam si è spinta fino alla finale del Roland Garros e di Wimbledon nel 2024.
In doppio vanta complessivamente nove titoli del circuito maggiore. Nel 2025 ha vinto l'Open di Francia al fianco di Sara Errani, e sempre con la stessa si è aggiudicata la prima medaglia d'oro nella storia del tennis italiano ai Giochi Olimpici di Parigi 2024.
Con la nazionale italiana si è aggiudicata nel 2024 la Billie Jean King Cup.
Ha concluso due stagioni da numero uno d'Italia, vanta come best ranking la quarta posizione in singolare, la più alta raggiunta da una tennista italiana, a pari merito con Francesca Schiavone, e la quarta in doppio.

## Biografia
È nata a Castelnuovo di Garfagnana da padre italiano di Bagni di Lucca, Ugo, e madre polacca, Jacqueline Gardiner, quest'ultima a sua volta per metà polacca e per metà ghanese. In un'intervista ha precisato che la nonna è polacca e il nonno del Ghana. È cresciuta a Bagni di Lucca dove il padre, che gestiva un bar, conobbe la madre di Jasmine, che aveva lasciato la Polonia dopo le scuole per trasferirsi in Italia e lavorare come cameriera. Durante l'infanzia ha frequentato spesso la terra d'origine della madre, in particolare Łódź, motivo per cui, oltre all'italiano, parla correntemente anche il polacco. Sempre a Bagni di Lucca, grazie alla passione trasmessale dal padre e soprattutto dallo zio, ha mosso i primi passi su un campo da tennis al TC Mirafiume.

## Carriera

### 2011-2016: esordi
Ancora giovane Jasmine si tessera per il Tennis Club Italia di Forte dei Marmi.
Le sue prime partecipazioni a tornei del circuito ITF risalgono al 2011. La prima finale in carriera arriva nell'estate 2013  al torneo da 10.000 $ a Roma sia in singolare che in doppio, in coppia con Claudia Giovine senza riuscire a conquistare nessuno dei due titoli. Il primo trofeo arriva in agosto nel 10.000 $ di Locri, il mese successivo arriva invece il primo titolo in doppio a Santa Margherita di Pula in coppia con Giorgia Marchetti.
Nel 2014 vince il torneo di Viserba e raggiunge la prima finale in un 25.000 $ a Telavi in Georgia contro Dar'ja Kasatkina. Chiude l'anno alla posizione 309 del ranking WTA.
Nel 2015, a causa di un infortunio, inizia la stagione ad aprile; per la prima volta, grazie ad una wild card, partecipa alle qualificazioni di un torneo del circuito maggiore: agli Internazionali d'Italia di Roma dove viene però subito eliminata da Monica Niculescu in tre set. Nel doppio, a cui partecipa sempre con una wild card, in coppia con Cristiana Ferrando viene battuta dalle georgiane Gorgodze / Šapatava. Il resto della stagione è avaro di soddisfazioni: solo a Bath, in novembre, raggiunge le semifinali e a fine anno scivola al 482º posto del ranking.
A quasi tre anni di distanza dall'ultima finale ITF in doppio torna a contendersi un titolo a Weston in coppia con l'argentina Estable, ma perde la finale contro Stewart / Sugnaux. In aprile conquista il suo terzo titolo ITF vincendo la finale a Santa Margherita di Pula contro la francese Andrianjafitrimo che si ritira dopo un solo gioco. Partendo dalle qualificazioni raggiunge la finale anche a Bad Salgau dove viene battuta dalla tedesca Korpatsch. Nel resto della stagione si spinge fino alla finale anche in altre due occasioni: a Mamaia e a Clermont-Ferrand, ma perde rispettivamente da Jessica Pieri e Richèl Hogenkamp. Il secondo titolo dell'anno, e primo da 25.000 $, arriva a Valencia, dove batte in finale Quirine Lemoine. Grazie a questo successo risale in classifica ritoccando il suo best ranking alla posizione 214 per chiudere poi l'anno due posizioni più in basso.

### 2017: prima convocazione in Fed Cup

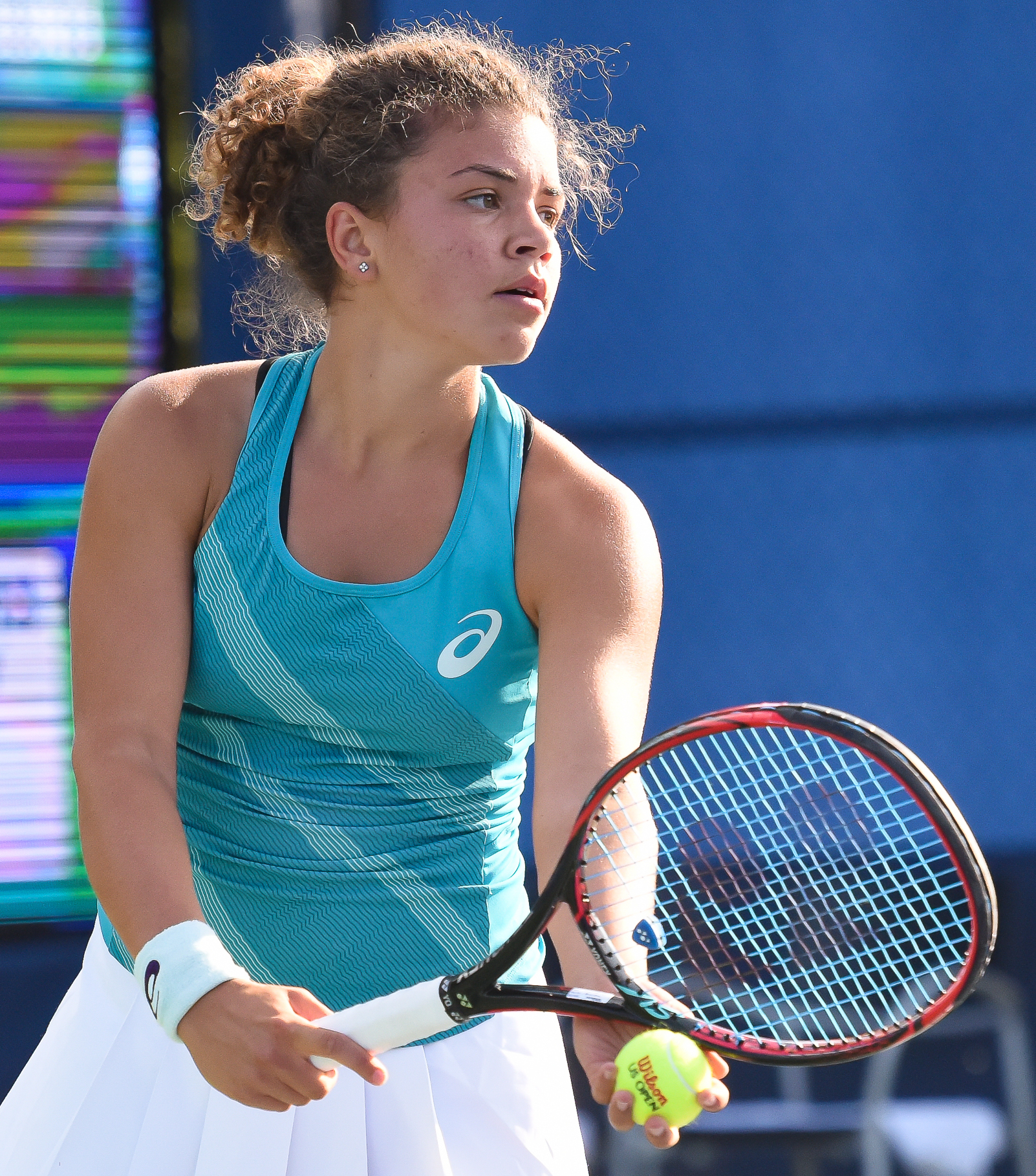
Paolini affronta Miyu Katō in una gara di qualificazione degli US Open 2017

Grazie al miglioramento in classifica può iscriversi per la prima volta alle qualificazioni di uno Slam, gli Australian Open, dove perde però al debutto contro la slovacca Šramková.
A febbraio riceve la sua prima convocazione in Fed Cup nella sfida di primo turno del World Group II contro la Slovacchia scendendo in campo nel doppio con l'Italia già eliminata dalle avversarie, in coppia con Martina Trevisan trova di nuovo la Šramková (in coppia con la Schmiedlová) e, godendo del ritiro delle avversarie sul 5–2 in proprio favore, le italiane conquistano il punto del 2–3. Ad aprile sfiora la qualificazione nell'International di Biel: supera infatti due turni contro Najdenova e Smitková ma cede nel turno decisivo alla ceca Vondroušová.
Torna a vestire la maglia azzurra nei play off di Fed Cup, di nuovo in doppio, ma stavolta a risultato acquisito favorevole all'Italia e in coppia con Rosatello subendo una sconfitta in due set dalle cinesi di Taipei Chuang e Hsu. Eliminata nel secondo turno di qualificazione a Praga, partecipa al secondo Slam dell'anno, al Roland Garros, ma anche qui perde al debutto (contro Mattek-Sands).
A giugno conquista il titolo più prestigioso in carriera, un 100.000 $ a Marsiglia, battendo in finale la numero uno del torneo Tatjana Maria. Il successo la fa salire al 132º posto in classifica. A Wimbledon coglie il primo successo in carriera nelle qualificazioni di uno Slam contro Eden Silva, ma perde al turno successivo contro Fett. Fallite le qualificazioni a Bucarest, conquista per la prima volta l'accesso diretto a un torneo del circuito maggiore a Bastad dove il sorteggio la oppone alla numero 34 del mondo Carla Suárez Navarro con la quale riesce a vincere solo un game. Si consola la settimana successiva conquistando il suo primo titolo in carriera sul cemento, a Woking, dove batte in finale la rumena Buzǎrnescu. Anche all'US Open supera un turno nelle qualificazioni contro Cadantu ma viene poi estromessa dalla giapponese Katō.
La sua seconda partecipazione ad un torneo di tipo "International" è a Canton dove riesce a raccogliere solo due games contro Kontaveit. Nonostante le sfortunate partecipazioni alle qualificazioni di Tashkent, Linz e Lussemburgo, si mantiene ampiamente entro le prime 150 del mondo nella parte finale dell'anno.

### 2018: prima vittoria nel circuito maggiore

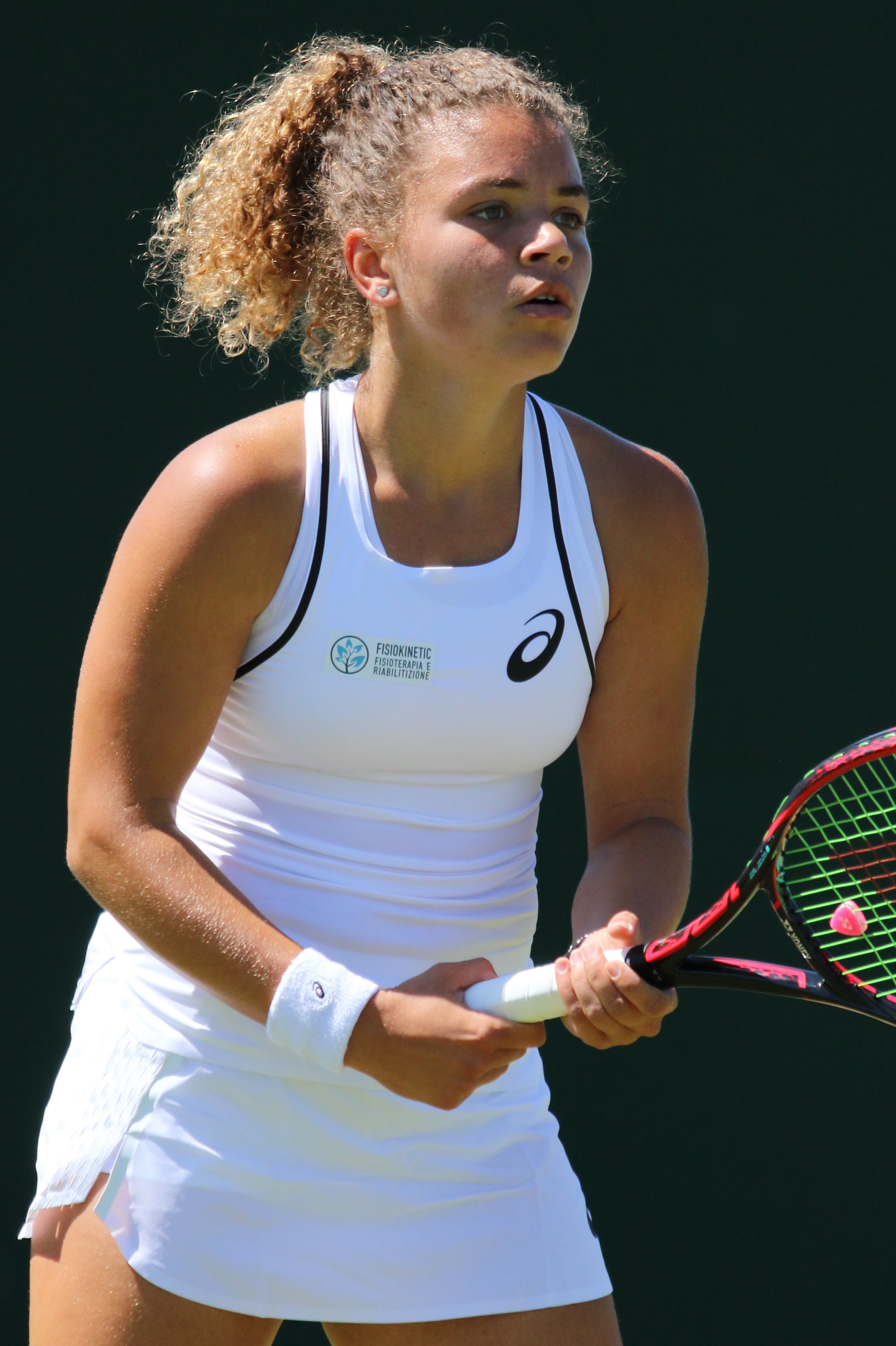
Paolini durante le qualificazioni del Torneo di Wimbledon 2018

Esordisce nella nuova stagione conquistando il tabellone principale della sesta edizione dell'International di Shenzhen dove viene battuta dalla wild card Wang Yafan. Subisce la stessa sorte al primo turno delle qualificazioni degli Australian Open e al Premier di San Pietroburgo. Torna a vestire la maglia azzurra in Fed Cup nel primo turno del World Group II di Chieti contro la Spagna, affrontando nel primo match Carla Suárez Navarro, contro la quale perde per 6–2, 6–3, per poi tornare in campo a risultato acquisito per l'Italia nel doppio con la giovanissima debuttante Elisabetta Cocciaretto, solo per perdere contro le spagnole García-Pérez / Martínez Sánchez.
Eliminata nel secondo turno di qualificazione a Budapest, riesce ad accedere al tabellone principale dell'International di Acapulco anche in questo caso però viene superata dalla cinese Shuai Zhang. Tenta di nuovo la via delle qualificazioni a Monterrey mancandole di un soffio il terzo e decisivo turno, contro Arconada in tre set.
Ad aprile è ammessa direttamente nel tabellone principale a Bogotà dove finalmente coglie il primo successo in carriera in un torneo WTA superando agevolmente la qualificata australiana Lizette Cabrera; nonostante un secondo turno sulla carta accessibile, viene sconfitta dalla giovane wild card colombiana Emiliana Arango. Torna in campo convocata nella Fed Cup per i play off contro il Belgio, perdendo sia l'incontro in singolare che quello ormai ininfluente in doppio in coppia con Deborah Chiesa.
A fine aprile partecipa alle qualificazioni del WTA di Praga in cui perde al turno decisivo da Antonia Lottner, ma viene ripescata come lucky loser. Il primo maggio ottiene la prima vittoria in carriera contro una top 20, battendo Daria Kasatkina; in seguito sconfigge agevolmente anche Anna Karolina Schmiedlová conquistando per la prima volta in carriera l'accesso ad un quarto di finale di un torneo WTA; come ad Acapulco è di nuovo la Zhang a interrompere il cammino di Paolini.
Sconfitta per la seconda volta consecutiva al primo turno nelle qualificazioni del Roland Garros, subisce la stessa sorte anche sull'erba prima di Birmingham poi di Wimbledon; appare di nuovo nel tabellone di un torneo del circuito principale a Bucarest dove viene però battuta nettamente 6–4, 6–0 da Laura Siegmund. Nell'ultimo Slam di stagione, a Flushing Meadow, vince il primo incontro del torneo di qualificazione contro la cinese Lu, ma viene battuta al turno successivo dalla ceca Muchová.
Scarsi i risultati nell'ultima parte di stagione, a parte le finale sia in singolare che in doppio al 25.000 dollari di Bagnatica. A fine anno Paolini esce, seppur di poco, dalle prime duecento del ranking WTA.

### 2019: debutto al Roland Garros e top 100
Per il terzo anno consecutivo perde all'esordio nelle qualificazioni degli Australian Open. Subito eliminata anche in quelle di San Pietroburgo, vince il primo match di qualificazione a Budapest, dove viene però estromessa al turno finale dalla spagnola Garcia-Pérez.
A marzo conquista il settimo titolo ITF (terzo da 25.000 dollari) a Curitiba. La prima apparizione dell'anno in un torneo WTA si registra a Bogotà dove batte in tre set nel turno decisivo delle qualificazioni Sara Errani e, dopo un anno, torna a vincere un match del circuito maggiore contro l'americana Francesca Di Lorenzo. Al secondo turno viene superata da Lara Arruabarrena in due partite.
Torna titolare in Fed Cup nello spareggio del World Group II contro la Russia giocando un combattuto match contro Anastasia Pavlyuchenkova concluso con due tiebreak a favore della ex numero 13 del mondo; ininfluente invece la sconfitta in doppio subìta in coppia con Sara Errani.
Entra nel tabellone principale anche a Praga dove era stata battuta nel terzo turno di qualificazioni da Lottner, ma è ripescata e incontra Mandy Minella, dalla quale viene sconfitta. Conquista tramite i tornei di pre-qualificazione la wild card per gli Internazionali d'Italia di Roma, ma riesce a conquistare solo tre giochi contro l'americana Kenin; anche nel doppio, con Chiesa, viene estromessa al primo turno. Approda per la prima volta in carriera al tabellone di uno Slam a Parigi superando i tre turni di qualificazione; al primo turno viene sconfitta da Daria Kasatkina. La settimana successiva conquista l'ottavo titolo ITF in carriera a Brescia superando in finale Diāna Marcinkēviča in due set.

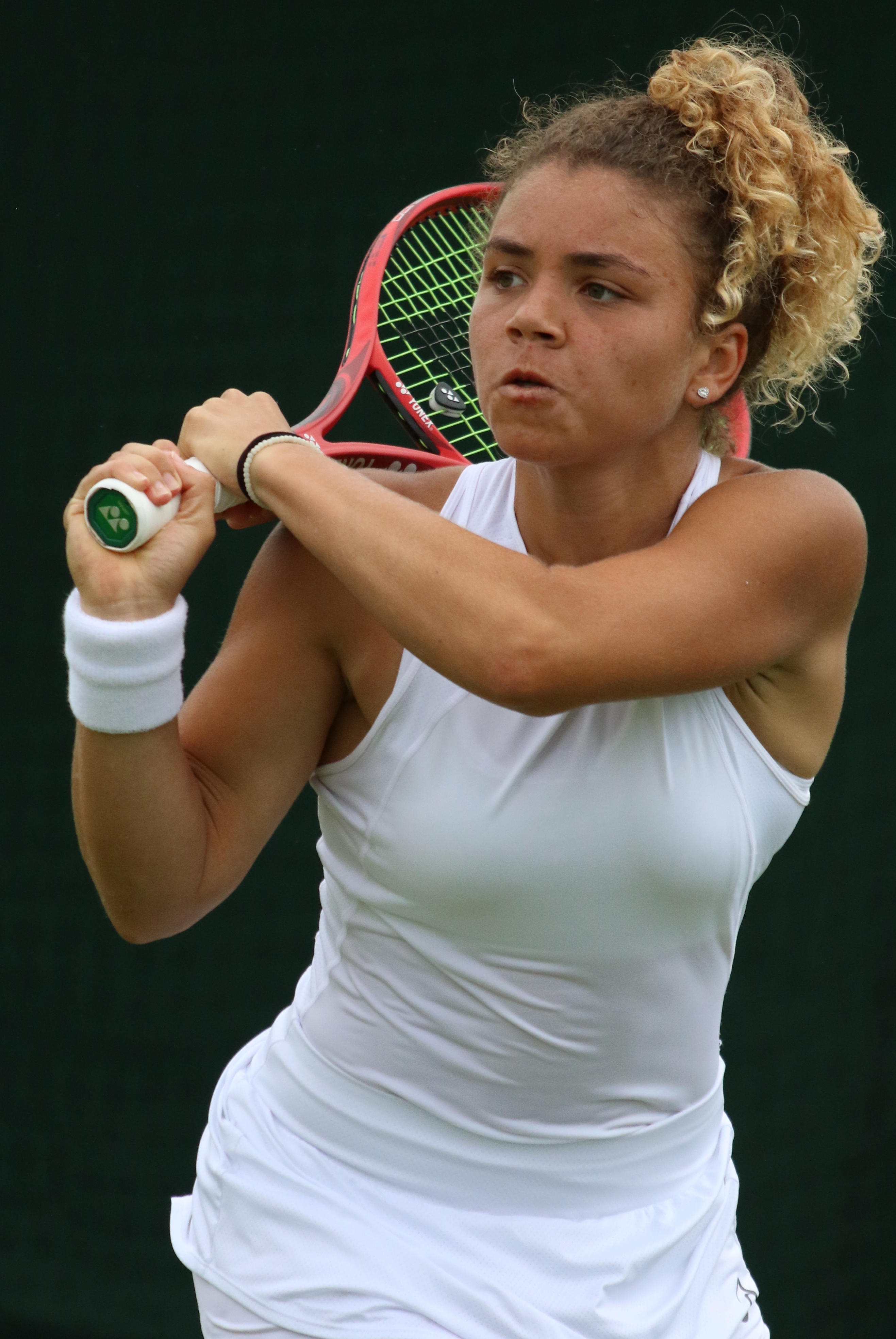
Paolini durante le qualificazioni del Torneo di Wimbledon 2019

Subito eliminata nelle qualificazioni di Wimbledon dalla russa Flink, conquista l'accesso al tabellone principale di Losanna superando le qualificazioni contro Zuger e Han Xinyun; ma viene eliminata da Cornet nel secondo turno.
Ammessa alla trentesima edizione del torneo di Palermo, supera agevolmente Siegemund in due set, mentre al secondo turno è vincitrice di un combattutissimo match contro Begu. Ai quarti incontra la numero uno del tabellone e cinque del mondo Kiki Bertens alla quale deve arrendersi al terzo set.
Alla prima edizione del torneo WTA 125 di Karlsruhe approda per la prima volta alla semifinale, dove cede in due set alla rumena Patricia Maria Tig, futura vincitrice del torneo.
Come nelle precedenti due edizioni supera un turno di qualificazione all'US Open, ma viene eliminata al secondo incontro. In settembre è ammessa al Premier di Zhengzhou, dove perde al primo turno contro Petra Martiċ, finalista del torneo. Sempre in Cina raggiunge i quarti in Guangzhou, dove viene però eliminata in due set da Sofia Kenin. Meno fortunata la sua partecipazione a Tashkent dove, al debutto, viene battuta da Krýstina Plíšková. Nel finale di stagione, fallite le qualificazioni a Linz e Mosca, partecipa a diversi tornei ITF da 100.000 $, raggiungendo la finale all'Ando Securities Open di Tokyo contro Zhang Shuai. Grazie a questi risultati entra tra le prime cento del mondo, diventa la numero uno italiana nel ranking e si garantisce per la prima volta in carriera l'accesso diretto ad uno Slam, gli Australian Open del 2020.

### 2020: debutto ad Australian Open e US Open, ottavo titolo ITF
Inizia la stagione direttamente dal tabellone principale degli Australian Open, dove perde contro la russa Anna Blinkova. Conquista vittorie importanti nella Fed Cup, battendo in singolare l'austriaca Grabher e la greca Laki, e in doppio con Martina Trevisan supera la coppia estone Valeria Gorlats / Katriin Saar contribuendo al primato italiano nel girone.
Nel giugno del 2020, diventa per la prima volta campionessa italiana (nella prima edizione dei campionati italiani dopo 16 anni disputati nel mezzo delle misure dovute alla pandemia di Coronavirus che ha bloccato il calendario WTA e ITF fino ad agosto) vincendo in finale contro Martina Trevisan, ritiratasi sul punteggio di 6–5.
Ad agosto torna a giocare a Palermo conquistando il primo successo WTA dell'anno ai danni della russa Kasatkina prima di perdere al secondo turno contro la bielorussa Sasnovič. Dopo la sospensione per il Covid, inoltre, comincia ad essere seguita a tempo pieno dall'ex tennista Renzo Furlan, con cui già collaborava dal 2015.
In seguito perde al debutto prima a Praga, da Elise Mertens, poi alle qualificazioni del Western&Southern Open, per mano di Caroline Dolehide, e infine all'US Open opposta a Caroline Garcia.
Il ritorno sulla terra rossa coincide con il ritorno alla vittoria nel primo turno di Istanbul contro Vögele a cui segue la sconfitta negli ottavi contro Polona Hercog; di ancora maggior prestigio è il successo nel primo turno degli Internazionali d'Italia, spostato eccezionalmente all'autunno, ai quali viene ammessa grazie ad una wild card, contro Sevastova ex numero 11 del mondo. Grazie a questo successo affronta al turno successivo la numero 2 del mondo e futura vincitrice Simona Halep. Il secondo turno raggiunto in doppio con Gatto-Monticone le permette di migliorare il personale best ranking di specialità.
Nell'inedito Roland Garros autunnale, ammessa di diritto nel tabellone principale, coglie dopo tre sconfitte la prima vittoria in carriera in un torneo Slam, battendo la spagnola Bolsova per 6–4, 6–3; anche in questo caso il secondo turno è proibitivo per la toscana, dato che incontra e viene sconfitta dalla ex numero 2 del mondo Kvitová. Da registrare anche la prima vittoria Slam in doppio: in coppia con Varvara Gračëva elimina infatti le sorelle Ljudmyla e Nadiya Kičenok.

### 2021: primo titolo WTA e best ranking
Paolini inizia la stagione al Gippsland Trophy di Melbourne raggiungendo gli ottavi, dove la sua avventura si interrompe contro Muchová. Agli Australian Open viene sconfitta all'esordio dalla numero 6 del mondo Karolina Plíšková.
Dopo aver raggiunto il secondo turno nei tornei WTA di Guadalajara e Bogotà, conquista sulla terra rossa dell'Open di Saint-Malo la sua prima finale a livello WTA 125 contro la svizzera Viktorija Golubic.
In giugno, alla sua seconda finale, conquista a Bol il suo primo torneo WTA 125, sconfiggendo l'olandese Arantxa Rus. Il 19 settembre vince il primo torneo nel circuito maggiore della carriera, a Portorose, battendo in finale l'americana Alison Riske e approdando al 64º posto nella classifica mondiale.
Ad ottobre, perde al secondo turno di qualificazione al torneo di Indian Wells, tuttavia viene ripescata come lucky loser. Dopo aver battuto la giapponese Hontama e la belga Elise Mertens viene fermata dall'americana Jessica Pegula. A Courmayeur raggiunge le semifinali dove viene eliminata dalla croata Donna Vekić. Raggiunge il terzo turno all suo ultimo torneo dell'anno, a Linz, contro Halep.
Chiude l'anno come numero 53 del ranking.

### 2022: una finale WTA in singolare e una finale WTA in doppio

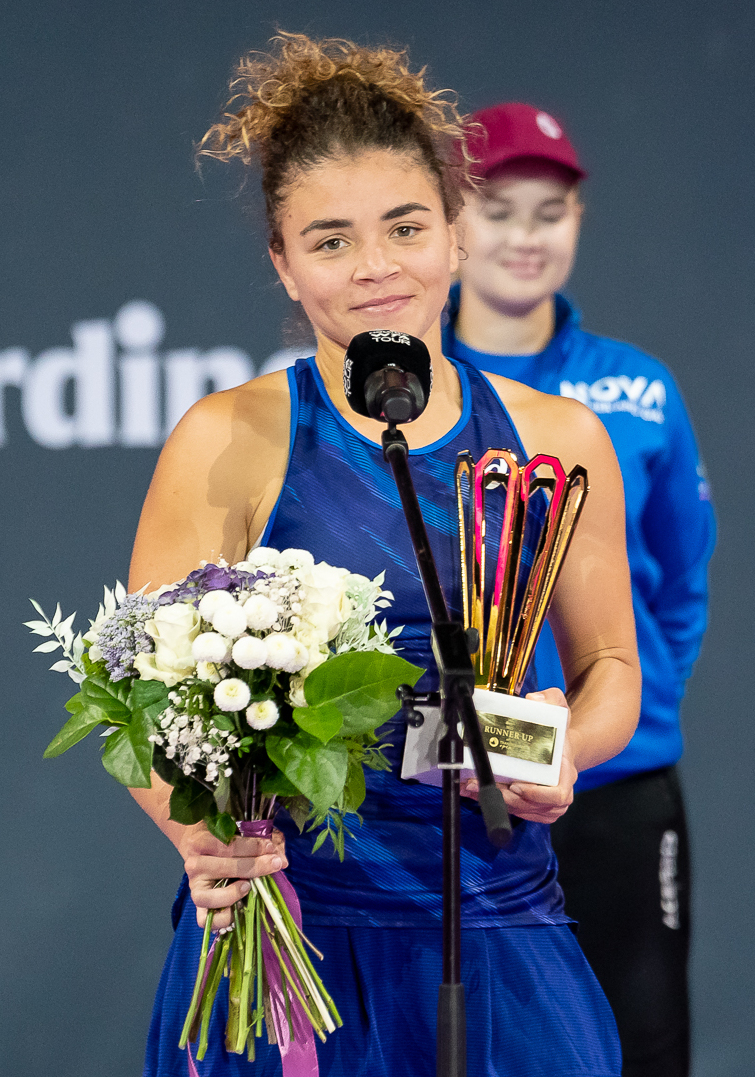
Paolini finalista al Transylvania Open 2022

Paolini inizia l'anno prendendo parte al torneo di Melbourne dove viene eliminata in rimonta al secondo turno. In doppio con Sara Errani, raggiungono le semifinali; nella circostanza, le italiane battono Aiava e Cabrera, cogliendo la prima finale WTA assieme, la seconda in carriera per Jasmine, in cui vengono sconfitte nettamente dalle statunitensi Muhammad e Pegula con lo score di 3–6, 1–6.
Esce al secondo turno ad Adelaide, mentre agli Australian Open esce all'esordio, così come a Doha. A Lione giunge fino a quarti di finale dove cede alla wild card Jastrems'ka. Al torneo di Indian Wells elimina al primo turno l'inglese Katie Boulter e poi la numero tre del mondo Aryna Sabalenka (2–6, 6–3, 6–3), registrando la prima vittoria in carriera contro una giocatrice top 10. Al terzo turno incontra Viktorija Golubic contro la quale perde in tre set.
I mesi successivi sono contraddistinti da molte eliminazioni precoci, spesso al primo turno, come nello slam parigino e londinese, dove è subito sconfitta da Irina-Camelia Begu e Petra Kvitová. In luglio si spinge fino alla semifinale di due WTA 250 su terra battuta, a Palermo e Varsavia; nella prima circostanza è estromessa dalla connazionale Lucia Bronzetti, mentre in Polonia cede alla quinta testa di serie Caroline Garcia. Al Transylvania Open, sul cemento indoor, raggiunge la sua seconda finale nel circuito maggiore superando le ucraine Kostjuk (sesta forza del seeding) e  Jastrems'ka, la tedesca Jule Niemeier e la cinese Wang Xiyu (7 del seeding), ma perde il titolo contro la russa Anna Blinkova.

### 2023: n°.1 d'Italia in singolare, secondo titolo in doppio e finale alla Billie Jean King Cup
Inizia l'anno con la mancata qualificazione al WTA 500 di Adelaide e il successivo secondo turno al torneo di Hobart. Agli Australian Open esce al primo turno per la quarta volta in carriera, battuta da Ljudmila Samsonova così come nel doppio, in coppia con Martina Trevisan, contro Alycia Parks/Oksana Kalašnikova. Raggiunge il primo quarto di finale dell'anno al torneo di Lione prima di cedere alla n° 5 Caroline Garcia. Dopo quattro sconfitte consecutive ai tornei WTA 1000 di Dubai, Indian Wells, Miami e Madrid, si sblocca al Master di Roma vincendo il match di primo turno contro Wang Xinyu prima di cedere alla n° 6 Elena Rybakina, futura vincitrice. A maggio conquista il secondo titolo WTA 125 in carriera a Firenze superando Taylor Townsend in finale. Il mese seguente raggiunge un'altra finale dello stesso livello sulla terra rossa di Macarsca dove viene sconfitta in rimonta da Mayar Sherif. La prima parte di stagione si conclude con tre sconfitte su erba per Jasmine, inclusa quella di Wimbledon contro la n° 9 Petra Kvitová.

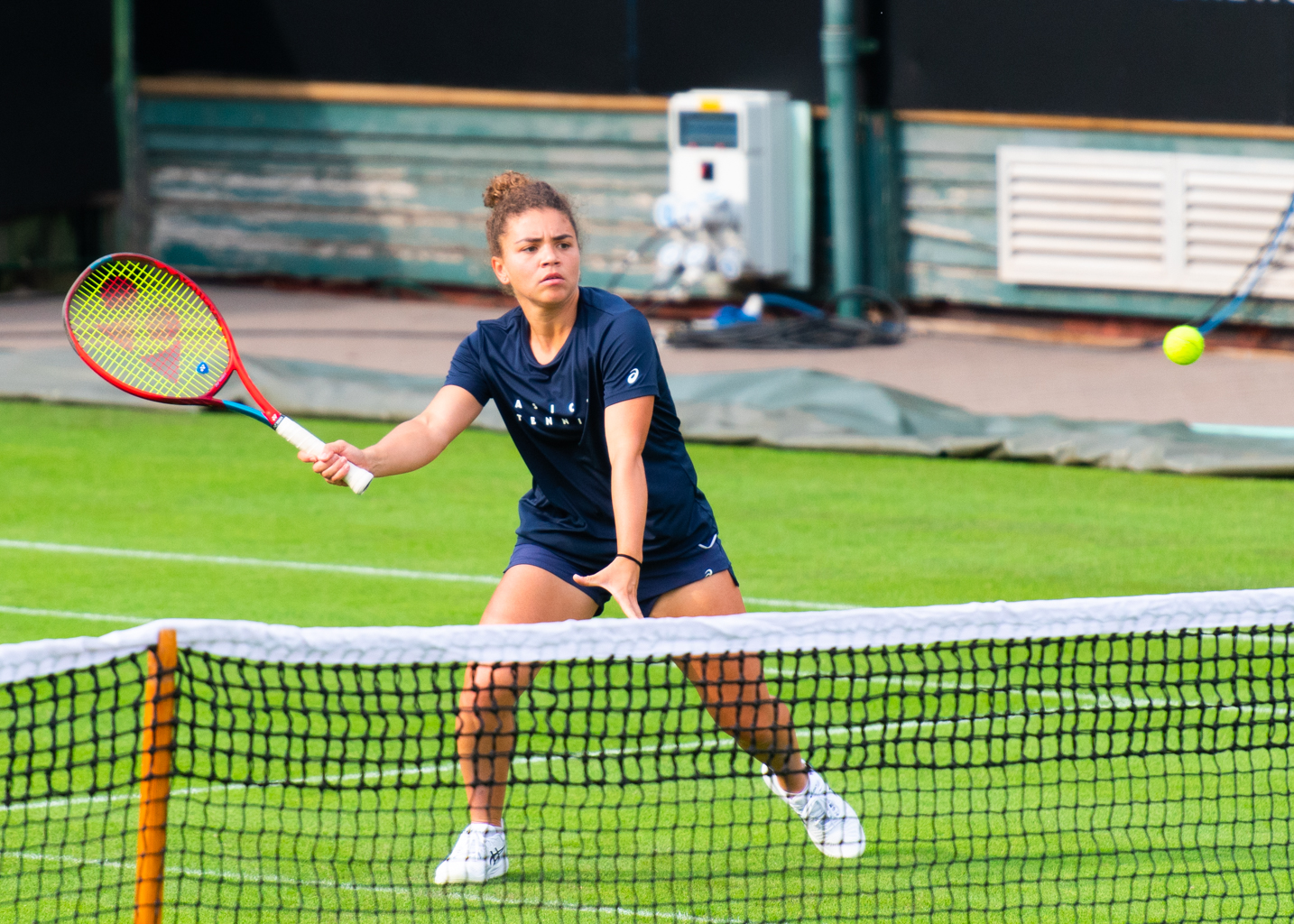
Paolini al Rothesay Classic 2023

Sulla terra rossa di Palermo raggiunge la finale battendo fra le altre Dajana Jastrems'ka, Dar'ja Kasatkina, dove è costretta ad arrendersi in tre set alla top 20 Zheng Qinwen.
Dopo aver conseguito i quarti di finale e gli ottavi di finale nei WTA 1000 su cemento di Cincinnati e Pechino. A Zhengzhou, Paolini raggiunge la sua prima semifinale in carriera in un torneo di categoria WTA 500, eliminando anche Garcia e Siegemund; prima di arrendersi di nuovo a Qinwen Zheng.
Nel WTA 250 di Monastir trova la seconda finale stagionale: da testa di serie n° 1, superando fra le altre Cornet e Bronzetti e venendo poi sconfitta, nel match valevole per il titolo, dalla campionessa in carica Elise Mertens. Oltre ad aver raggiunto la finale in singolare, vince il suo secondo titolo WTA in doppio: in coppia con Sara Errani: le azzurre hanno la meglio in tre set su Mai Hontama e Natalija Stevanović. Grazie a questi risultati, entra per la prima volta in top 100 anche in doppio, precisamente alla posizione 95 e ritocca ulteriormente il suo best-ranking in singolare, salendo alla 29ª posizione mondiale.
Chiude la stagione prendendo parte alla fase finale della Billie Jean King Cup: grazie ai successi sulla top 20 Garcia e su Anna-Lena Friedsam, contribuisce alle vittorie nei tie contro Francia e Germania, permettendo all'Italia di qualificarsi per la semifinale. Nella circostanza, la sua vittoria contro Tamara Zidanšek in tre set consegna all'Italia il punto decisivo per accedere in finale, la prima nella competizione in 10 anni. Nel tie valido per il titolo, Jasmine cede a Leylah Fernandez; in seguito anche alla sconfitta di Trevisan contro Marina Stakusic, l'Italia perde per 2-0 contro il Canada, chiudendo al secondo posto.

### 2024: due finali Slam, oro olimpico in doppio e vittoria in Billie Jean King Cup
Apre la stagione prendendo parte alla United Cup dove esordisce sconfiggendo la ex numero uno del mondo Kerber, al rientro dopo più di un anno e mezzo per maternità e perdendo poi in tre set il match con Garcia. Si sposta poi ad Adelaide, dove viene subito battuta da Bucșa e quindi raggiunge Melbourne dove gioca il primo slam di stagione. Raggiunge per la prima volta il terzo turno di uno Slam in singolare battendo Šnaider e Maria in due set, supera quindi Anna Blinkova e viene eliminata da un'altra russa, Anna Kalinskaja. Nel major australiano eguaglia anche la propria migliore prestazione in doppio in un torneo dello slam, in coppia con Sara Errani raggiungendo il suo best ranking di categoria. Al torneo di Linz esce al primo turno in singolare, mentre nel doppio in coppia con Sara Errani, conquista il terzo titolo WTA, nonché primo della categoria WTA 500 battendo in finale le prime teste di serie Nicole Melichar-Martinez/Ellen Perez; il successo le vale il best ranking in doppio (53º posto).

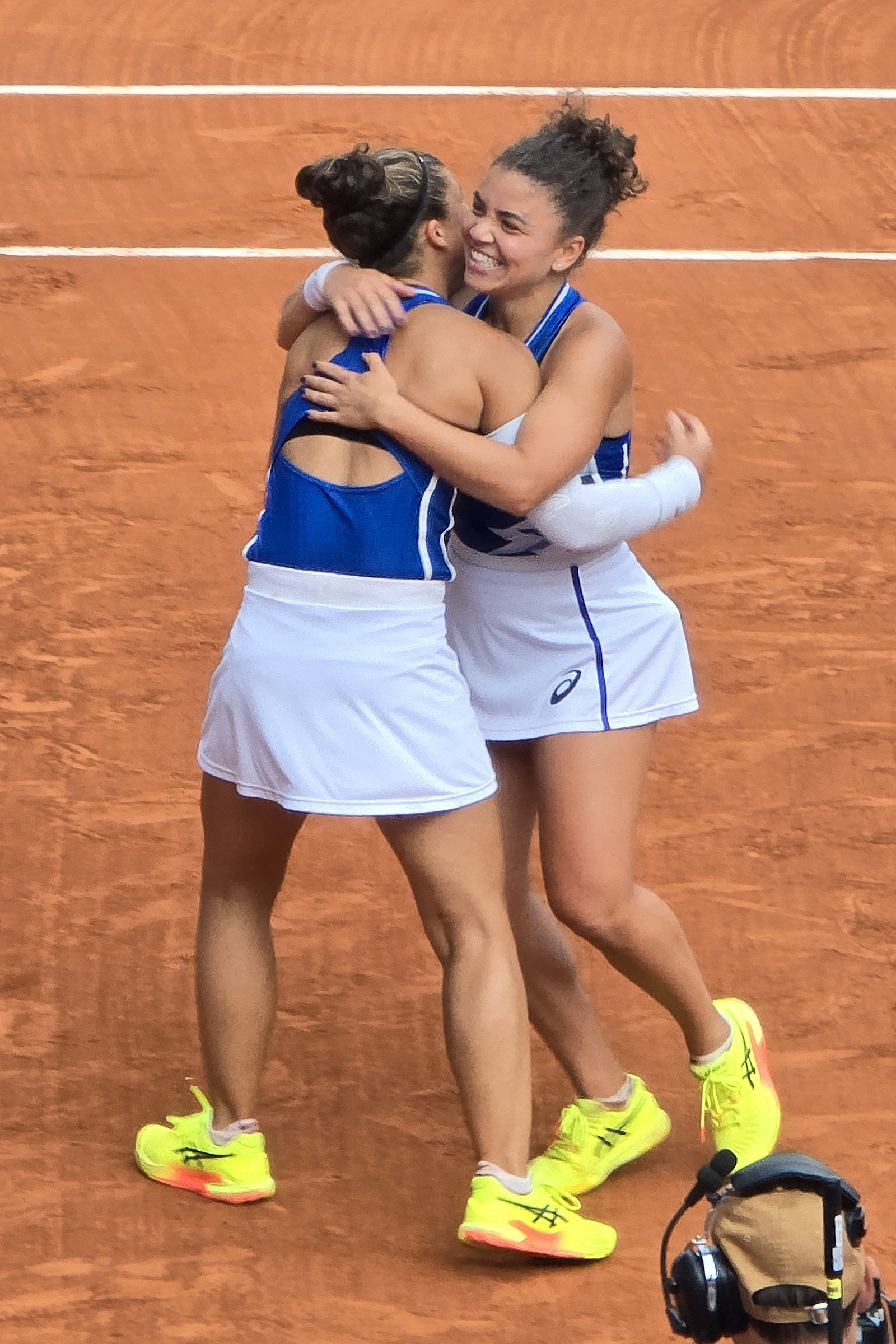
Paolini (a destra) festeggia con Sara Errani la medaglia d'oro nel doppio femminile al torneo olimpico di

A febbraio vince il WTA 1000 di Dubai, battendo in rimonta all'esordio Beatriz Haddad Maia, per poi superare in due set Leylah Annie Fernandez e Maria Sakkari. Nei quarti di finale, beneficia del ritiro di Elena Rybakina e in semifinale supera Sorana Cirstea. Nell'incontro valido per il titolo si impone in tre set su Anna Kalinskaja. Si tratta della seconda vittoria di un'italiana a Dubai (la prima fu conseguita da Sara Errani nel 2016 quando il torneo apparteneva a una categoria inferiore). Paolini, inoltre, diventa la terza italiana della storia a trionfare in un torneo WTA 1000, dopo Flavia Pennetta (Indian Wells 2014) e Camila Giorgi (Montréal 2021). Successivamente raggiunge gli ottavi a Indian Wells, dove cede ad Anastasija Potapova in tre set. A Miami, esce contro Emma Navarro al terzo turno.
Sulla terra, coglie i quarti di finale nel WTA 500 di Stoccarda, dove viene battuta dalla futura campionessa del torneo Rybakina. A Madrid si ferma al quarto round contro la giovane Mirra Andreeva. A Roma, dopo il bye, cede a Mayar Sherif ma vince il torneo di doppio in coppia con Errani. Al Roland Garros al terzo turno elimina l'ex campionessa Slam Bianca Andreescu. Ai quarti si impone sulla top 5 Elena Rybakina prima di battere nella semifinale Mirra Andreeva, diventando la quinta tennista italiana della storia, dopo Francesca Schiavone, Flavia Pennetta, Sara Errani e Roberta Vinci, a giungere all'ultimo turno di un torneo del Grande Slam. In finale viene superata dalla n. 1 del ranking Iga Swiatek. Viene sconfitta anche nella finale di doppio, sempre insieme a Errani.
Durante la stagione su erba approda in semifinale al WTA 500 di Eastbourne venendo sconfitta in tre set da Dar'ja Kasatkina, futura vincitrice del torneo. A Wimbledon approda agli ottavi di finale senza perdere set dove beneficia del ritiro di Madison Keys sul 5–5 del terzo set. Nei quarti di finale supera nettamente Emma Navarro col punteggio di 6–2 6–1 diventando la prima tennista italiana della storia ad approdare in semifinale a Wimbledon. Sconfiggendo Donna Vekic nella semifinale più lunga della storia dei Championships, bissa la finale Slam raggiunta a Parigi, diventando la prima tennista italiana a conseguire due finali Slam in due Major differenti, per venire poi superata da Barbora Krejčíková in tre set. Grazie a questo risultato sale alla quinta posizione della classifica mondiale, la più alta per un'italiana dal 2013, quando Sara Errani aveva raggiunto la medesima posizione, e la seconda più alta in assoluto dopo Francesca Schiavone, che nel 2011 aveva raggiunto il quarto posto.
Ai Giochi Olimpici di Parigi 2024, Paolini si spinge fino al terzo turno del torneo singolare femminile, prima di essere eliminata dalla slovacca Anna Karolina Schmiedlova. In coppia con Sara Errani, invece, raggiunge la finale del torneo in doppio, vincendo la medaglia d'oro, la prima nella storia del tennis italiano, dopo aver sconfitto le russe Mirra Andreeva e Diana Shnaider con il punteggio di 2–6, 6–1, [10–7].

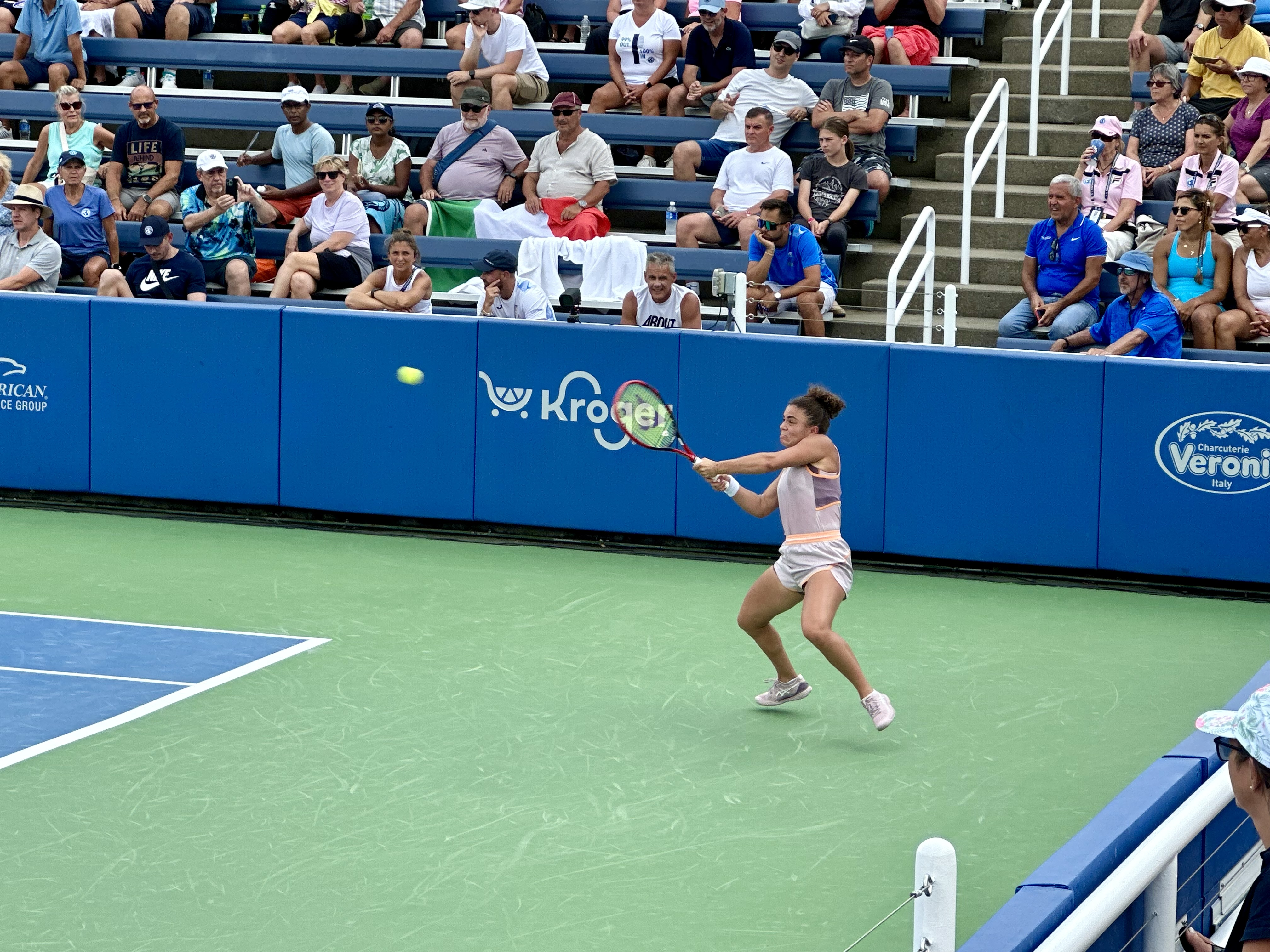
Una risposta di Paolini durante il Cincinnati Open 2024

Sia a Cincinnati che all'US Open esce di scena negli ottavi di finale per mano rispettivamente di Mirra Andreeva e di Karolina Muchova, diventando la prima tennista italiana dell'Era Open ad aver raggiunto almeno il quarto turno nella stessa stagione in tutti i Major. Durante il tour asiatico, partecipa ai due WTA 1000 di Pechino e Wuhan, ottenendo un quarto di finale nel secondo evento e venendo sconfitta da Zheng Qinwen. Vince però il secondo titolo WTA 1000 di doppio in coppia con Sara Errani battendo nella finale del China Open di Pechino la coppia formata da Hao-ching/Kudermetova, affermazione che garantisce alle italiane la qualificazione per le WTA Finals e consente a Paolini di entrare per la prima volta tra le prime dieci giocatrici anche in doppio, precisamente alla nona posizione.
Il 28 ottobre 2024, approda alla quarta posizione della classifica mondiale, eguagliando il miglior ranking in singolare per una tennista italiana conseguito anche da Francesca Schiavone nel gennaio 2011.
Alle WTA Finals non riesce ad approdare alle semifinali né in singolare né in doppio insieme a Errani, aggiudicandosi un solo incontro (con Elena Rybakina e con la coppia Dolehide/Krawczyk) sui tre disputati nel girone all'italiana in entrambe le competizioni. Conclude l'anno al numero 4 del ranking, prima italiana a chiudere una stagione in top 5.
Il 20 novembre 2024 si laurea campionessa del mondo con la nazionale italiana vincendo la Billie Jean King Cup, venendo schierata in tutte e tre le sfide: ai quarti di finale contro il Giappone prima pareggia i conti battendo in singolare Moyuka Uchijima 6–3 6–4 e vincendo poi lo spareggio di doppio (in coppia sempre con Errani) contro Shūko Aoyama e Eri Hozumi sempre per 6–3 6–4; in semifinale contro la Polonia viene prima sconfitta da Iga Świątek in un match fortemente combattuto terminato 3–6 6–4 6–4 per la polacca numero 2 del ranking, vincendo poi lo spareggio di doppio per 7–5 7–5 contro Świątek e Kawa; e in finale contro la Slovacchia, dove battendo Rebecca Šramková 6–2 6–1 fissa il punteggio sul definitivo 2–0 per l'Italia.

### 2025: vittoria in singolare e in doppio agli Internazionali d'Italia e vittoria in doppio al Roland Garros
Insieme a Sara Errani, trionfa nel doppio del Qatar Ladies Open battendo in finale la coppia Jiang/Wu dopo quasi due ore di gioco, e conquistando il terzo WTA 1000. Al WTA 1000 di Miami diventa la prima tennista italiana a raggiungere la semifinale dove viene sconfitta da Aryna Sabalenka con il punteggio di 6–2, 6–2. Dopo dieci anni di collaborazione, a fine marzo si separa dal tecnico Renzo Furlan per ingaggiare, nel mese di aprile, Marc Lopez, ex coach e compagno di doppio di Rafael Nadal. Riesce a spingersi fino in semifinale nel WTA 500 di Stoccarda dove viene nuovamente battuta in due set dalla n.1 del mondo Aryna Sabalenka .
Il 17 maggio 2025 vince gli Internazionali d'Italia a Roma sconfiggendo in finale la statunitense Coco Gauff col punteggio di 6–4, 6–2 e conquistando il terzo titolo in carriera, il secondo in un WTA 1000 (un record per il tennis femminile italiano) e il primo sulla terra rossa: diventa così la seconda italiana nell'era Open ad aggiudicarsi il torneo della città eterna dopo Raffaella Reggi nel 1985. Il giorno seguente in coppia con Sara Errani  sconfigge in finale il duo Mertens/Kudermetova col punteggio di 6–4, 7–5 conquistando l'ottavo titolo in doppio. Al Roland Garros viene battuta da  Elina Svitolina al quarto turno dopo non aver sfruttato tre match point. Ma in doppio con Errani vince lo slam parigino battendo la coppia
Krunic/Danilina in tre set.
A Wimbledon non va oltre il secondo turno sia nel singolare che nel doppio: nel singolare viene battuta dalla russa Kamilla Rakhimova con il punteggio di 6-4, 4-6, 4-6; nel doppio, lei insieme a Sara Errani vengono eliminate dalla coppia Chan/Krejcikova con il punteggio di 6-3, 6-2, in poco più di un'ora di gioco.
Prosegue il suo momento negativo, perdendo la gara d'esordio nel WTA 1000 di Montreal contro la tennista giapponese n.110 del mondo Aoi Ito in due ore e 27 minuti di gioco, dopo aver vinto il primo set ed essere stata avanti nel secondo 4-1.
Ritorna in auge nel Masters di Cincinnati sia nel singolare che nel doppio. Nel singolare supera, tra le altre, Maria Sakkari, Barbora Krejčíková  e la n°2 del mondo Coco Gauff, arrivando a giocarsi la finale, dove cede in due set alla n°3 del mondo Iga Swiatek; nel doppio, insieme alla Errani, si spinge fino alla semifinale, perdendo 6-3, 6-2 contro la coppia formata dalla cinese Guo Hanyu e dalla russa Alexandra Panova in un'ora e otto minuti di gioco.

## Riconoscimenti
Il Comune di Camaiore ha conferito la cittadinanza onoraria a Jasmine Paolini. Nella seduta del 30 settembre 2024, il Consiglio Comunale ha votato all'unanimità il massimo riconoscimento cittadino alla tennista italiana per i suoi meriti sportivi.
Il 4 febbraio 2025 la Regione Toscana ha conferito a Jasmine Paolini il "Pegaso d'Oro" per le vittorie conseguite nel 2024. Il premio le è stato consegnato dal presidente della Regione Toscana, Eugenio Giani, a Bagni di Lucca, cittadina della Lucchesia dove Jasmine è cresciuta ed ha iniziato a giocare a tennis.

## Statistiche WTA

### Singolare

#### Vittorie (3)
| Legenda              |
| -------------------- |
| Grande Slam (0)      |
| Ori Olimpici (0)     |
| WTA Finals (0)       |
| WTA Elite Trophy (0) |
| Dal 2021             |
| WTA 1000 (2)         |
| WTA 500 (0)          |
| WTA 250 (1)          |

| N. | Data              | Torneo                            | Superficie  | Avversaria in finale | Punteggio     |
| 1. | 19 settembre 2021 | Slovenia Open, Portorose          | Cemento     | Alison Riske         | 7–6(4), 6–2   |
| 2. | 24 febbraio 2024  | Dubai Tennis Championships, Dubai | Cemento     | Anna Kalinskaja      | 4–6, 7–5, 7–5 |
| 3. | 17 maggio 2025    | Internazionali d'Italia, Roma     | Terra rossa | Coco Gauff           | 6–4, 6–2      |

#### Sconfitte (6)
| Legenda              |
| -------------------- |
| Grande Slam (2)      |
| Argenti Olimpici (0) |
| WTA Finals (0)       |
| WTA Elite Trophy (0) |
| Dal 2021             |
| WTA 1000 (1)         |
| WTA 500 (0)          |
| WTA 250 (3)          |

| N. | Data            | Torneo                         | Superficie  | Avversaria in finale | Punteggio     |
| 1. | 16 ottobre 2022 | Transylvania Open, Cluj-Napoca | Cemento (i) | Anna Blinkova        | 2–6, 6–3, 2–6 |
| 2. | 23 luglio 2023  | Palermo Ladies Open, Palermo   | Terra rossa | Zheng Qinwen         | 4–6, 6–1, 1–6 |
| 3. | 22 ottobre 2023 | Jasmin Open, Monastir          | Cemento     | Elise Mertens        | 3–6, 0–6      |
| 4. | 8 giugno 2024   | Open di Francia, Parigi        | Terra rossa | Iga Świątek          | 2–6, 1–6      |
| 5. | 13 luglio 2024  | Torneo di Wimbledon, Londra    | Erba        | Barbora Krejčíková   | 2–6, 6–2, 4–6 |
| 6. | 18 agosto 2025  | Cincinnati Open, Cincinnati    | Cemento     | Iga Świątek          | 5–7, 4–6      |

### Doppio

#### Vittorie (9)
| Legenda              |
| -------------------- |
| Grande Slam (1)      |
| Ori Olimpici (1)     |
| WTA Finals (0)       |
| WTA Elite Trophy (0) |
| Dal 2021             |
| WTA 1000 (4)         |
| WTA 500 (1)          |
| WTA 250 (2)          |

| N. | Data             | Torneo                            | Superficie  | Compagna      | Avversarie in finale                 | Punteggio           |
| 1. | 11 luglio 2021   | Hamburg European Open, Amburgo    | Terra rossa | Jil Teichmann | Astra Sharma Rosalie van der Hoek    | 6–0, 6–4            |
| 2. | 21 ottobre 2023  | Jasmin Open, Monastir             | Cemento     | Sara Errani   | Mai Hontama Natalija Stevanović      | 2–6, 7–6(4), [10–6] |
| 3. | 4 febbraio 2024  | Austria Ladies Linz, Linz         | Cemento (i) | Sara Errani   | Nicole Melichar-Martinez Ellen Perez | 7–5, 4–6, [10–7]    |
| 4. | 19 maggio 2024   | Internazionali d'Italia, Roma     | Terra rossa | Sara Errani   | Coco Gauff Erin Routliffe            | 6–3, 4–6, [10–8]    |
| 5. | 4 agosto 2024    | Giochi Olimpici, Parigi           | Terra rossa | Sara Errani   | Mirra Andreeva Diana Šnajder         | 2–6, 6–1, [10–7]    |
| 6. | 6 ottobre 2024   | China Open, Pechino               | Cemento     | Sara Errani   | Chan Hao-ching Veronika Kudermetova  | 6–4, 6–4            |
| 7. | 15 febbraio 2025 | Qatar Ladies Open, Doha           | Cemento     | Sara Errani   | Jiang Xinyu Wu Fang-hsien            | 7–5, 7–6(10)        |
| 8. | 18 maggio 2025   | Internazionali d'Italia, Roma (2) | Terra rossa | Sara Errani   | Veronika Kudermetova Elise Mertens   | 6–4, 7–5            |
| 9. | 8 giugno 2025    | Open di Francia, Parigi           | Terra rossa | Sara Errani   | Anna Danilina Aleksandra Krunić      | 6–4, 2–6, 6–1       |

#### Sconfitte (3)
| Legenda              |
| -------------------- |
| Grande Slam (1)      |
| Argenti Olimpici (0) |
| WTA Finals (0)       |
| WTA Elite Trophy (0) |
| Dal 2021             |
| WTA 1000 (0)         |
| WTA 500 (1)          |
| WTA 250 (1)          |

| N. | Data           | Torneo                          | Superficie  | Compagna    | Avversarie in finale              | Punteggio        |
| 1. | 9 gennaio 2022 | Melbourne Summer Set, Melbourne | Cemento     | Sara Errani | Asia Muhammad Jessica Pegula      | 3–6, 1–6         |
| 2. | 9 giugno 2024  | Open di Francia, Parigi         | Terra rossa | Sara Errani | Coco Gauff Kateřina Siniaková     | 6(5)–7, 3–6      |
| 3. | 22 giugno 2025 | German Open, Berlino            | Erba        | Sara Errani | Tereza Mihalíková Olivia Nicholls | 6-4, 2-6, [6-10] |

## Circuito WTA 125

### Singolare

#### Vittorie (2)
| N. | Data           | Torneo                       | Superficie  | Avversaria in finale | Punteggio   |
| 1. | 12 giugno 2021 | Bol Open, Bol                | Terra rossa | Arantxa Rus          | 6–2, 7–6(4) |
| 2. | 21 maggio 2023 | Firenze Ladies Open, Firenze | Terra rossa | Taylor Townsend      | 6–3, 7–5    |

#### Sconfitte (2)
| N. | Data           | Torneo                            | Superficie  | Avversaria in finale | Punteggio        |
| 1. | 9 maggio 2021  | Open 35 de Saint-Malo, Saint-Malo | Terra rossa | Viktorija Golubic    | 1–6, 3–6         |
| 2. | 11 giugno 2023 | Makarska Open, Macarsca           | Terra rossa | Mayar Sherif         | 6–2, 6(6)–7, 5–7 |

## Statistiche ITF

### Singolare

#### Vittorie (9)
| Torneo $100.000 (2) |
| Torneo $80.000 (0)  |
| Torneo $75.000 (0)  |
| Torneo $60.000 (1)  |
| Torneo $50.000 (0)  |
| Torneo $25.000 (3)  |
| Torneo $15.000 (0)  |
| Torneo $10.000 (3)  |

| N. | Data             | Torneo                                                      | Superficie  | Avversaria in finale    | Punteggio     |
| 1. | 12 agosto 2013   | Torneo Città di Locri, Locri                                | Terra rossa | Jade Suvrijn            | 6–1, 7–5      |
| 2. | 27 luglio 2014   | Internazionali Femminili di Viserba, Viserba                | Terra rossa | Anna Remondina          | 6–1, 6–0      |
| 3. | 24 aprile 2016   | Forte Village International Tournament, Pula                | Terra rossa | Tessah Andrianjafitrimo | 1–0 rit.      |
| 4. | 27 novembre 2016 | BBVA Open Ciudad De Valencia, Valencia                      | Terra rossa | Quirine Lemoine         | 6–1, 2–6, 6–4 |
| 5. | 11 giugno 2017   | Open GDF SUEZ de Marseille, Marsiglia                       | Terra rossa | Tatjana Maria           | 6–4, 2–6, 6–1 |
| 6. | 5 agosto 2017    | AEGON Pro Series Foxhills, Woking                           | Cemento     | Mihaela Buzărnescu      | 6–4, 1–6, 6–4 |
| 7. | 24 marzo 2019    | Circuito Feminino Future de Tenis Curitiba, Curitiba        | Terra rossa | Anna Bondár             | 4–6, 6–4, 6–2 |
| 8. | 9 giugno 2019    | Internazionali Femminili di Tennis di Brescia, Brescia      | Terra rossa | Diāna Marcinkēviča      | 6–2, 6–1      |
| 9. | 30 ottobre 2022  | Torneig Internacional Els Gorchs, Les Franqueses del Vallès | Cemento     | Kateryna Baindl         | 6–4, 6–4      |

#### Sconfitte (7)
| Torneo $100.000 (1) |
| Torneo $80.000 (0)  |
| Torneo $75.000 (0)  |
| Torneo $60.000 (0)  |
| Torneo $50.000 (0)  |
| Torneo $25.000 (5)  |
| Torneo $15.000 (0)  |
| Torneo $10.000 (1)  |

| N. | Data              | Torneo                                           | Superficie  | Avversaria in finale | Punteggio        |
| 1. | 24 giugno 2013    | SMA Cup Sant'Elia, Roma                          | Terra rossa | Martina Caregaro     | 2–6, 3–6         |
| 2. | 15 settembre 2014 | Telavi Open, Telavi                              | Terra rossa | Dar'ja Kasatkina     | 1–6, 6–4, [7–10] |
| 3. | 1 agosto 2016     | Knoll Open, Bad Saulgau                          | Terra rossa | Tamara Korpatsch     | 2–6, 3–6         |
| 4. | 29 agosto 2016    | Mamaia Idu Trophy, Mamaia                        | Terra rossa | Jessica Pieri        | 3–6, 4–6         |
| 5. | 2 ottobre 2016    | Open GDF SUEZ Clermont-Ferrand, Clermont-Ferrand | Cemento (i) | Richèl Hogenkamp     | 4–6, 2–6         |
| 6. | 2 settembre 2018  | Trofeo CPZ, Bagnatica                            | Terra rossa | Kaja Juvan           | 7–6(8), 1–6, 5–7 |
| 7. | 17 novembre 2019  | ITF Tokyo Ariake Open, Tokyo                     | Cemento     | Zhang Shuai          | 3–6, 5–7         |

### Doppio

#### Vittorie (1)
| Torneo $100.000 (0) |
| Torneo $80.000 (0)  |
| Torneo $75.000 (0)  |
| Torneo $60.000 (0)  |
| Torneo $50.000 (0)  |
| Torneo $25.000 (0)  |
| Torneo $15.000 (0)  |
| Torneo $10.000 (1)  |

| N. | Data              | Torneo                                       | Superficie  | Compagna          | Avversaria in finale               | Punteggio      |
| 1. | 14 settembre 2013 | Forte Village International Tournament, Pula | Terra rossa | Giorgia Marchetti | Alexandra Nancarrow Laura Schaeder | 7–6(3), 7–6(3) |

#### Sconfitte (3)
| Torneo $100.000 (0) |
| Torneo $80.000 (0)  |
| Torneo $75.000 (0)  |
| Torneo $60.000 (0)  |
| Torneo $50.000 (0)  |
| Torneo $25.000 (1)  |
| Torneo $15.000 (0)  |
| Torneo $10.000 (2)  |

| N. | Data              | Torneo                             | Superficie  | Compagna        | Avversaria in finale                | Punteggio        |
| 1. | 24 giugno 2013    | SMA Cup Sant'Elia, Roma            | Terra rossa | Claudia Giovine | Bianca Hîncu Martina Di Giuseppe    | 1–6, 3–6         |
| 2. | 13 marzo 2016     | ITF Women's Circuit Weston, Weston | Terra verde | Julieta Estable | Katerina Stewart Laura Schaeder     | 6(2)–7, 3–6      |
| 3. | 1º settembre 2018 | Trofeo CPZ, Bagnatica              | Terra rossa | Deborah Chiesa  | Giorgia Marchetti Camilla Rosatello | 4–6, 6–4, [8–10] |

## Billie Jean King Cup

### Vittorie (1)
| N. | Data             | Torneo                       | Superficie  | Compagne                                                            | Avversarie in finale                                                                               | Punteggio |
| 1. | 20 novembre 2024 | Billie Jean King Cup, Malaga | Cemento (i) | Lucia Bronzetti Elisabetta Cocciaretto Sara Errani Martina Trevisan | Viktória Hrunčáková Renáta Jamrichová Tereza Mihalíková Anna Karolína Schmiedlová Rebecca Šramková | 2–0       |

### Sconfitte (1)
| N. | Data             | Torneo                         | Superficie  | Compagne                                                                   | Avversarie in finale                                                                | Punteggio |
| 1. | 12 novembre 2023 | Billie Jean King Cup, Siviglia | Cemento (i) | Martina Trevisan Elisabetta Cocciaretto Lucia Bronzetti Lucrezia Stefanini | Leylah Fernandez Rebecca Marino Eugenie Bouchard Marina Stakusic Gabriela Dabrowski | 0–2       |

## Vittorie contro top 10 per stagione
| Stagione | 2022 | 2023 | 2024 | 2025 | Totale |
| -------- | ---- | ---- | ---- | ---- | ------ |
| Vittorie | 1    | 2    | 3    | 3    | 9      |

| #    | Giocatrice         | Ranking | Evento                          | Superficie      | Turno | Punteggio     | Rank. JPR |
| ---- | ------------------ | ------- | ------------------------------- | --------------- | ----- | ------------- | --------- |
| 2022 |                    |         |                                 |                 |       |               |           |
| 1.   | Aryna Sabalenka    | 3       | Indian Wells Open, Indian Wells | Cemento         | 2T    | 2–6, 6–3, 6–3 | 46        |
| 2023 |                    |         |                                 |                 |       |               |           |
| 2.   | Elena Rybakina (1) | 4       | Cincinnati Open, Cincinnati     | Cemento         | 3T    | 4–6, 5–2 rit. | 43        |
| 3.   | Caroline Garcia    | 10      | Zhengzhou Open, Zhengzhou       | Cemento         | 2T    | 3–6, 6–4, 7–5 | 31        |
| 2024 |                    |         |                                 |                 |       |               |           |
| 4.   | Ons Jabeur         | 9       | Stuttgart Open, Stoccarda       | Terra rossa (i) | 2T    | 7–6(8), 6–4   | 14        |
| 5.   | Elena Rybakina (2) | 4       | Open di Francia, Parigi         | Terra rossa     | QF    | 6–2, 4–6, 6–4 | 15        |
| 6.   | Elena Rybakina (3) | 5       | WTA Finals, Riad                | Cemento (i)     | RR    | 7–6(5), 6–4   | 4         |
| 2025 |                    |         |                                 |                 |       |               |           |
| 7.   | Coco Gauff (1)     | 4       | Stuttgart Open, Stoccarda       | Terra rossa (i) | QF    | 6–4, 6–3      | 6         |
| 8.   | Coco Gauff (2)     | 3       | Internazionali d'Italia, Roma   | Terra rossa     | F     | 6–4, 6–2      | 5         |
| 9.   | Coco Gauff (3)     | 2       | Cincinnati Open, Cincinnati     | Cemento         | QF    | 2-6, 6-4, 6-3 | 9         |

## Risultati in progressione

### Singolare
Aggiornato dopo il Torneo di Wimbledon 2025.
| Tornei Grande Slam         |               |               |               |               |               |               |               |               |               |             |             |
| Australian Open, Melbourne | Q1            | Q1            | Q1            | 1T            | 1T            | 1T            | 1T            | 4T            | 3T            | 5–6         | 45%         |
| Open di Francia, Parigi    | Q1            | Q1            | 1T            | 2T            | 2T            | 1T            | 2T            | F             | 4T            | 12–7        | 63%         |
| Wimbledon, Londra          | Q2            | Q1            | Q1            | ND            | 1T            | 1T            | 1T            | F             | 2T            | 7–5         | 60%         |
| US Open, New York          | Q2            | Q2            | Q2            | 1T            | 2T            | 1T            | 1T            | 4T            |               | 4–5         | 44%         |
| Vittorie-Sconfitte         | 0–0           | 0–0           | 0–1           | 1–3           | 2–4           | 0–4           | 1–4           | 18–4          | 6-3           | 28–23       | 55%         |
| Nazionale                  |               |               |               |               |               |               |               |               |               |             |             |
| Giochi olimpici estivi     | Non disputato | Non disputato | Non disputato | Non disputato | 1T            | ND            | ND            | 3T            | ND            | 2–2         | 50%         |
| Billie Jean King Cup       | GM-II         | PO            | GM-II         | PO            | PO            | RR            | F             | V             |               | 8–9         | 47%         |
| WTA 1000                   |               |               |               |               |               |               |               |               |               |             |             |
| Doha                       | NM            | A             | NM            | A             | NM            | 1T            | NM            | 1T            | 3T            | 1–3         | 25%         |
| Dubai                      | A             | NM            | A             | NM            | A             | NM            | 1T            | V             | 3T            | 6–2         | 75%         |
| Indian Wells               | A             | A             | A             | ND            | 3T            | 3T            | 1T            | 4T            | 4T            | 8–5         | 62%         |
| Miami                      | A             | A             | A             | ND            | Q1            | 1T            | 1T            | 3T            | SF            | 5–4         | 56%         |
| Madrid                     | A             | A             | A             | ND            | Q1            | 1T            | 1T            | 4T            | 3T            | 3–4         | 43%         |
| Roma                       | A             | A             | 1T            | 2T            | A             | 1T            | 2T            | 2T            | V             | 8–5         | 62%         |
| Montréal / Toronto         | A             | A             | A             | ND            | A             | A             | 3T            | A             | 2T            | 2–2         | 67%         |
| Cincinnati                 | A             | A             | A             | Q1            | 1T            | Q1            | QF            | 3T            |               | 4–3         | 57%         |
| Wuhan                      | A             | A             | A             | Non disputato | Non disputato | Non disputato | Non disputato | QF            |               | 2–1         | 67%         |
| Pechino                    | A             | A             | A             | Non disputato | Non disputato | Non disputato | 3T            | 3T            |               | 3–2         | 60%         |
| Guadalajara                | Non disputato | Non disputato | Non disputato | Non disputato | Non disputato | A             | 2T            | NM            | NM            | 1–1         | 50%         |
| WTA 500                    |               |               |               |               |               |               |               |               |               |             |             |
| Adelaide                   | A             | A             | A             | Q1            | 1T            | A             | 2T            | 1T            | A             | 1 / 4       | 20%         |
| Melbourne                  | A             | A             | A             | A             | 3T            | A             | A             | A             | A             | 2 / 1       | 67%         |
| San Pietroburgo            | A             | Q1            | Q1            | A             | A             | A             | Non disputato | Non disputato | Non disputato | 0 / 0       | –           |
| Abu Dhabi                  | Non disputato | Non disputato | Non disputato | Non disputato | 1T            | ND            | A             | A             | A             | 0 / 1       | 0%          |
| Charleston                 | A             | A             | A             | A             | A             | 2T            | A             | A             | A             | 1 / 1       | 50%         |
| Monterrey                  | A             | Q3            | A             | Q1            | 2T            | A             | A             | A             | A             | 1 / 1       | 50%         |
| Stoccarda                  | A             | A             | A             | A             | A             | A             | ND            | QF            | SF            | 5 / 2       | 71%         |
| Eastbourne International   | A             | A             | A             | ND            | A             | A             | 1T            | SF            | A             | 2 / 2       | 50%         |
| Berlin                     | A             | A             | A             | A             | A             | A             | A             | A             | 2T            | 0 / 1       | 0%          |
| Bad Homburg                | A             | A             | A             | A             | A             | A             | A             | A             | SF            | 2 / 1       | 67%         |
| Zhengzhou                  | A             | A             | 1T            | Non disputato | Non disputato | Non disputato | SF            | A             | A             | 3 / 2       | 60%         |
| Mosca                      | A             | A             | Q1            | A             | A             | Non disputato | Non disputato | Non disputato | Non disputato | 0 / 0       | –           |
| Ostrava                    | A             | A             | A             | Q1            | A             | A             | A             | A             | A             | 0 / 0       | –           |
| Chicago                    | A             | A             | A             | A             | 1T            | A             | A             | A             | A             | 0 / 1       | 0%          |
| Linz                       | Q1            | A             | Q2            | 1T            | QF            | A             | A             | A             | A             | 2 / 2       | 50%         |
| Carriera                   |               |               |               |               |               |               |               |               |               |             |             |
|                            | 2017          | 2018          | 2019          | 2020          | 2021          | 2022          | 2023          | 2024          | 2025          | Totale      | Totale      |
| Tornei giocati             | 2             | 5             | 9             | 8             | 20            | 21            | 24            | 19            | 10            | 117         | 117         |
| Titoli                     | 0             | 0             | 0             | 0             | 1             | 0             | 0             | 1             | 1             | 3           | 3           |
| Finali                     | 0             | 0             | 0             | 0             | 1             | 1             | 2             | 3             | 1             | 8           | 8           |
| Totale V–S                 | 0–2           | 3–7           | 6–10          | 6–8           | 20–20         | 22–21         | 27–25         | 42–21         | 27–10         | 153–124     | 153–124     |
| Vittorie %                 | 0%            | 30%           | 38%           | 43%           | 50%           | 51%           | 52%           | 67%           | 74%           | 55.11%      | 55.11%      |
| Ranking fine anno          | 137           | 190           | 117           | 95            | 53            | 59            | 30            | 4             |               | $11 753 175 | $11 753 175 |

Note:
1. ↑  I walkover ricevuti durante i tornei disputati non contano come vittorie.
2. 1 2  Fino al 2024, i tornei Qatar Ladies Open e Dubai Tennis Championships si scambiavano annualmente lo status di WTA 500 e WTA 1000, in precedenza WTA Premier e Premier Mandatory.
3. ↑  Dal 2020 sostituisce il Sydney International come evento Premier/500.
4. ↑  Dal 2024 è stato sostituito dall'Upper Austria Ladies Linz come evento 500.
5. ↑  Ranking 2013: 624
Ranking 2014: 327
Ranking 2015: 581
Ranking 2016: 245